# Eduard Messow

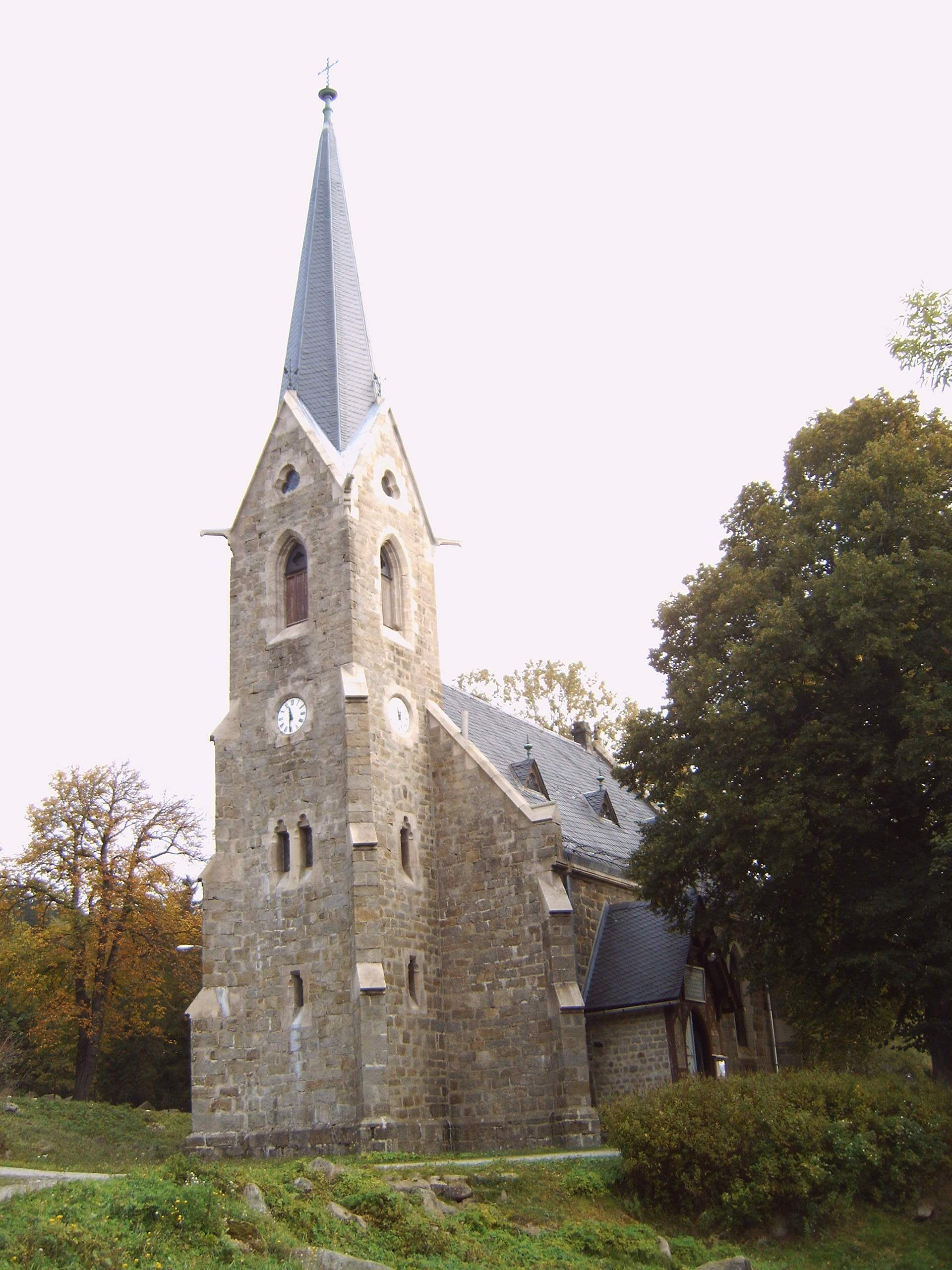
Kirche in Schierke

Eduard Friedrich Ludwig Messow (* 9. August 1828 in Wernigerode; † 24. März 1911) war ein deutscher Architekt und Baubeamter, der in der Grafschaft Wernigerode wirkte, aber auch ein mehrbändiges topografisches Grundlagenwerk über das Königreich Preußen vorlegte.

## Leben
Messow war der Sohn der gräflich stolbergischen Baumeisters Ludwig Messow. Nach seiner Schulausbildung in Wernigerode schlug er zunächst eine Ausbildung als Feldmesser ein. Als staatlicher Feldmesser wurde er 1849 bei der preußischen Bezirksregierung Magdeburg vereidigt. Nach entsprechender weiterer Ausbildung wurde er in Magdeburg zum Regierungsbaumeister (Assessor in der öffentlichen Bauverwaltung) ernannt.
In dieser Zeit schuf er in Magdeburg das mehrbändige Grundlagenwerk Topographisch-statistisches Handbuch des Preußischen Staates.
Zu Beginn des Jahres 1863 trat er in den Dienst des Grafenhauses Stolberg in Wernigerode im Harz. Der damalige Regent, Graf Otto zu Stolberg-Wernigerode, stand zu diesem Zeitpunkt noch unter Vormundschaft seines Onkels Botho, übernahm aber in jenem Jahr die Verwaltung seiner Besitzungen in der mediatisierten Grafschaft Wernigerode.
Nachdem der Vater von Eduard Messow in Wernigerode als gräflich stolbergischer Baumeister in Pension gegangen war, übernahm er dieses Amt und erhielt zum 1. Mai 1865 eine lebenslange feste Anstellung durch Graf Otto zu Stolberg-Wernigerode.
Am 28. April 1868 heiratete Eduard Messow in Schöppenstedt Helene geb. Hindersin (* 24. Februar 1839), deren Vater der Landwirt und Wirtschaftsinspektor in Kloster Meyendorf Wilhelm Hindersin war. Im gleichen Jahr kam es zu Auseinandersetzungen mit dem auf dem Schloss Wernigerode eingesetzten Baumeister Carl Frühling. Letzterem wurden daraufhin alle Arbeiten am Schloss allein überlassen, während Messow für die anderen stolbergischen Bauten innerhalb der Grafschaft Wernigerode zuständig war. Zur Unterscheidung erhielt er 1869 den Titel gräflich stolbergischer Bauinspektor. Als solcher war er gleichzeitig gräflich stolbergischer Kammerassessor.
1884 erfolgte seine Ernennung zum gräflich, ab 1890 fürstlich stolbergischen Kammer- und Baurat.
Aufgrund einer zunehmenden Augenschwäche sah sich Eduard Messow gezwungen, seine Pensionierung spätestens bis zum 1. April 1898 bei Fürst Christian Ernst zu Stolberg-Wernigerode zu beantragen, was genehmigt wurde, da Messow bereits im 70. Lebensjahr stand. Sein Nachfolger als Baumeister in der Grafschaft Wernigerode wurde Paul Kilburger.

## Bauten
Eine große Anzahl von Neubauten in der Grafschaft Wernigerode zeugen noch heute von Messows Tätigkeit. Dazu zählen zum Beispiel die Kirche in Schierke oder der 1945 zerstörte Aussichtsturm auf dem Brocken.

## Ehrungen
- 1898: preußischer Roter Adlerorden IV. Klasse